# Noonu
Cette page contient des caractères et des mots thâna comme ހ ou ފ. En cas de problème, consultez l’article Thâna ou testez votre navigateur.
Noonu est une subdivision des Maldives composée de la partie Sud de l'atoll Miladummadulu Sud. Ses 14 502 habitants se répartissent sur 13 des 71 îles qui composent la subdivision. Sa capitale est Manadhoo.